# Рогачево
Рогачево (мкд. Рогачево) је насеље у Северној Македонији, у северном делу државе. Рогачево припада општини Јегуновце.
Из Рогачева су преци српског политичара Николе Пашића.

## Географија
Насеље Рогачево је смештено у северном делу Северне Македоније, близу државне границе са Србијом (3 km североисточно од насеља).. Од најближег већег града, Тетова, насеље је удаљено 25 km североисточно.
Рогачево се налази у доњем делу историјске области Полог. Насеље је положено на северном ободу Полошког поља. Јужно насеља се пружа поље, а северно и западно се издиже Шар-планина. Надморска висина насеља је приближно 860 метара.
Клима у насељу је планинска због знатне надморске висине.

## Историја
Почетком 20. века сви житељи су били припадници Српске православне цркве.

## Становништво
Рогачево је према последњем попису из 2002. године имало 347 становника.
Претежно становништво у насељу су етнички Македонци (97%), а остало су махом Срби.
Већинска вероисповест је православље.